# Fonterra
Fonterra Co-operative Group Limited – nowozelandzka firma mleczarska założona w 2001 roku. Jej siedziba znajduje się w Auckland.